# Palemidop
Els palemidops (Palemydops) són un gènere de sinàpsids extints de la família dels emidòpids que visqueren durant el Permià mitjà i superior en allò que avui en dia és el sud d'Àfrica. Se n'han trobat restes fòssils a les províncies sud-africanes del Cap Occidental, el Cap Oriental i el Cap Septentrional. Eren dicinodonts petits i de dieta herbívora. Tenien el cap pla i ample, amb el crani de 75 mm de llargada i 67 mm d'amplada.